# Harold Shipman
Harold Frederick Shipman, även känd som Doktor Död, född 14 januari 1946 i Nottingham, Nottinghamshire, död 13 januari 2004 i Wakefield, West Yorkshire, var en brittisk läkare som år 2000 dömdes till livstids fängelse för mord på ett flertal patienter.

## Tidigt liv
Harold Shipman föddes den 14 januari 1946 som mellanbarnet av tre syskon i en arbetarklassfamilj i Nottingham. Då han var 17 år avled hans mor i lungcancer, som hon hade fått morfininjektioner för. Han visade intresse för att bli läkare först efter moderns död. Han gifte sig 1966 och fick så småningom fyra barn. Han började förfalska recept och började missbruka, men han avslöjades och dömdes och genomgick rehabilitering.

## Morden
Från 1970-talet och fram till 1998 dödade han äldre ensamboende kvinnor och förfalskade dödsattester och testamenten. Den långa, krävande kartläggningen visade efter hand att han förmodligen hade dödat så många som 297 personer. Räknat i antal offer gör det honom till en av världens värsta seriemördare. Han dödade sina offer, som alla var hans patienter som allmänläkare, med heroin- eller morfininjektioner eller andra, svårupptäckta medicinska preparat. Den populäre husläkaren i Yorkshire, som efter sitt gripande fick öknamnet "Doktor Död", är troligen den brittiska kriminalhistoriens värste seriemördare. Hans sista offer var staden Hydes tidigare borgmästares hustru Kathleen Grundy, vars dotter blev misstänksam då modern hade testamenterat allt till läkaren. Då man undersökte testamentet fann man Shipmans fingeravtryck, och det var skrivet på hans skrivmaskin.
Shipman påträffades död efter att ha hängt sig i sin cell i Wakefieldfängelset i Yorkshire. Shipman betraktades inte som självmordsbenägen och hade ingen särskild övervakning. Han erkände aldrig morden.
En minnespark över offren, kallad Garden of Tranquility (Stillhetens trädgård), öppnade den 30 juli 2005 i Hyde.